# Survivor 43
Survivor 43 es la cuadragésima tercera temporada del reality show estadounidense Survivor de la cadena CBS en Estados Unidos y en otra cadena Global en Canadá, por tercera vez consecutiva. El programa se filmó del 2 al 27 de mayo de 2022 en Islas Mamanuca, Fiji, la undécima temporada consecutiva en ese mismo espacio y mismo país.
Se estrenó el 21 de septiembre de 2022. La temporada concluyó el 14 de diciembre del mismo año; Mike Gabler fue nombrado el ganador de la temporada, encima de Cassidy Clark y Owen Knight en una votación de 7-1-0. Gabler, de 51 años, fue el segundo ganador de mayor edad, después de Bob Crowley, que tenía 57 años en el momento de ganar Survivor: Gabon. Gabler ha declarado que tiene la intención de donar el premio de un millón de dólares a la caridad. Esta es la segunda temporada en la historia de Survivor en la que el concursante más veterano de la temporada fue el ganador y la primera temporada que el concursante más veterano tiene intención de donar el premio a una caridad.

## Programa

### Desarrollo
El 9 de marzo de 2022, CBS renovó Survivor tanto para sus temporadas cuadragésima tercera y cuadragésima cuarta. Al igual que las dos temporadas anteriores, Survivor 43 se disputó durante 26 días, acortándose de los 39 días tradicionales debido a la pandemia de COVID-19. CBS requirió que todos los miembros del elenco y la producción estuvieran completamente vacunados. El rodaje comenzó en mayo de 2022.
Inicialmente se emitió del 21 de septiembre al 14 de diciembre de 2022 en CBS.

## Concursantes
El elenco se anunció el 31 de agosto y consta de 18 nuevos jugadores divididos en tres tribus de seis: Baka, Coco y Vesi. La tribu para los jugadores fusionados se llamaba Gaia, un nombre sugerido por la concursante Cassidy Clark, primera subcampeona de la temporada. Entre los concursantes también estaba la corredora paralímpica de 100 metros Noelle Lambert y el atleta en pista y campo Ryan Medrano.
| Concursante                                     | Tribu Original |                     | Tribu Fusionada      | Resultado final                                | Votos |
| ----------------------------------------------- | -------------- | ------------------- | -------------------- | ---------------------------------------------- | ----- |
| Mike Gabler 51, Meridian, Idaho                 | Baka           | N/A                 | Gaia                 | Único Sobreviviente                            | 0     |
| Cassidy Clark 26, Austin, Texas                 | Coco           | N/A                 | Gaia                 | Finalista                                      | 5     |
| Owen Knight 30, Nueva Orleans, Luisiana         | Baka           | N/A                 | Gaia                 | Finalista                                      | 2     |
| Jesse Lopez 30, Durham, North Carolina          | Vesi           | N/A                 | Gaia                 | Eliminado 6.to Miembro del jurado Día 25       | 0     |
| Karla Cruz Godoy 28, Newark, Delaware           | Coco           | N/A                 | Gaia                 | 14.ª Eliminada 7.mo Miembro del jurado Día 24  | 6     |
| Cody Assenmacher 37, Honolulu, Hawaii           | Vesi           | N/A                 | Gaia                 | 13.er Eliminado 6.to Miembro del jurado Día 23 | 5     |
| Sami Layadi 19, Las Vegas, Nevada               | Baka           | N/A                 | Gaia                 | 12.° Eliminado 5.to Miembro del jurado Día 21  | 7     |
| Noelle Lambert 25, Manchester, New Hampshire    | Vesi           | N/A                 | Gaia                 | 11.ª Eliminada 4.to Miembro del jurado Día 19  | 6     |
| Ryan Medrano 25, El Paso, Texas                 | Coco           | N/A                 | Gaia                 | 10.° Eliminado 3.er Miembro del jurado Día 17  | 9     |
| James Jones 37, Philadelphia, Pensilvania       | Coco           | N/A                 | Gaia                 | 9.° Eliminado 2.do Miembro del jurado Día 17   | 7     |
| Jeanine Zheng 24, San Francisco, California     | Baka           | N/A                 | Gaia                 | 8.ª Eliminada 1.er Miembro del jurado Día 16   | 9     |
| Dwight Moore 22, Collierville, California       | Vesi           | N/A                 | Gaia                 | 7.° Eliminado Día 14                           | 7     |
| Elisabeth "Elie" Scott 31, Salt Lake City, Utah | Baka           | N/A                 |                      | 6.ª Eliminada Día 13                           | 7     |
| Geo Bustamante 36, Honolulu, Hawaii             | Coco           |                     | 5.º Eliminado Día 11 | 4                                              |       |
| Lindsay Carmine 42, Downingtown, Pensilvania    | Coco           | 4.ª Eliminada Día 9 | 4                    |                                                |       |
| Nneka Ejere 43, Weatherford, Texas              | Vesi           | 3.ª Eliminada Día 7 | 5                    |                                                |       |
| Justine Brennan 29, Marina del Rey, California  | Vesi           | 2.ª Eliminada Día 5 | 3                    |                                                |       |
| Morriah Young 28, Philadelphia, Pensilvania     | Baka           | 1.ª Eliminada Día 3 | 5                    |                                                |       |

1. ↑  Al comienzo de la fase individual del juego en el Día 12, los náufragos tenían que ganarse su lugar en la tribu fusionada ganando inmunidad o sobreviviendo al Consejo Tribal del Día 13.

## Desarrollo
| Episodio                               | Fecha de emisión         | Ganadores de los desafíos                            | Ganadores de los desafíos                            | Eliminado(a) | Final                                          |
| Episodio                               | Fecha de emisión         | Recompensa                                           | Inmunidad                                            | Eliminado(a) | Final                                          |
| -------------------------------------- | ------------------------ | ---------------------------------------------------- | ---------------------------------------------------- | ------------ | ---------------------------------------------- |
| "LIVIN"                                | 21 de septiembre de 2022 | Vesi                                                 | Coco                                                 | Morriah      | 1.ª Eliminada Día 3                            |
| "LIVIN"                                | 21 de septiembre de 2022 | Vesi                                                 | Vesi                                                 | Morriah      | 1.ª Eliminada Día 3                            |
| "Lovable Curmudgeon"                   | 28 de septiembre de 2022 | Baka                                                 | Baka                                                 | Justine      | 2.ª Eliminada Día 5                            |
| "Lovable Curmudgeon"                   | 28 de septiembre de 2022 | Coco                                                 |                                                      | Justine      | 2.ª Eliminada Día 5                            |
| "I'll Sign The Divorce Papers"         | 5 de octubre de 2022     | Baka                                                 | Baka                                                 | Nneka        | 3.ª Eliminada Día 7                            |
| "I'll Sign The Divorce Papers"         | 5 de octubre de 2022     | Coco                                                 |                                                      | Nneka        | 3.ª Eliminada Día 7                            |
| ""Show No Mercy"                       | 12 de octubre de 2022    | Vesi                                                 | Vesi                                                 | Lindsay      | 4.ª Eliminada Día 9                            |
| ""Show No Mercy"                       | 12 de octubre de 2022    | Vesi                                                 | Baka                                                 | Lindsay      | 4.ª Eliminada Día 9                            |
| "Stop With All the Niceness"           | 19 de octubre de 2022    | Vesi                                                 | Vesi                                                 | Geo          | 5.º Eliminado Día 11                           |
| "Stop With All the Niceness"           | 19 de octubre de 2022    | Baka                                                 |                                                      | Geo          | 5.º Eliminado Día 11                           |
| "Mergatory"                            | 26 de octubre de 2022    | Dwight, Gabler, Jeanine, Jesse, Karla, Ryan [Noelle] | Dwight, Gabler, Jeanine, Jesse, Karla, Ryan [Noelle] | Elie         | 6.ª Eliminada Día 13                           |
| "Bull in a China Shop"                 | 2 de noviembre de 2022   | N/A                                                  | Gabler                                               | Dwight       | 7.mo Eliminado Día 14                          |
| "Proposterous"                         | 9 de noviembre de 2022   | N/A                                                  | Owen                                                 | Jeanine      | 8.ª Eliminada 1.er Miembro del jurado Día 16   |
| "What About the Big Girls"             | 16 de noviembre de 2022  | Cody [Cassidy, Gabler, Jesse, Ryan]                  | Karla                                                | James        | 9.no Eliminado 2.do Miembro del jurado Día 17  |
| "What About the Big Girls"             | 16 de noviembre de 2022  | Cody [Cassidy, Gabler, Jesse, Ryan]                  | Cody                                                 | Ryan         | 10.° Eliminado 3.er Miembro del jurado Día 17  |
| "Get That Money, Baby"                 | 23 de noviembre de 2022  | Noelle [Jesse, Owen, Sami]                           | Cassidy                                              | Noelle       | 11.ª Eliminada 4.to Miembro del jurado Día 19  |
| "Hiding in Plain Sight"                | 30 de noviembre de 2022  | N/A                                                  | Karla & Owen [Cody]                                  | Sami         | 12.° Eliminado 5.to Miembro del jurado Día 21  |
| "Telenovela"                           | 7 de diciembre de 2022   | Cody, Karla, Ryan                                    | Cassidy                                              | Cody         | 13.er Eliminado 6.to Miembro del jurado Día 23 |
| "Snap Some Necks and Cash Some Checks" | 14 de diciembre de 2022  | Owen [Cassidy]                                       | Owen                                                 | Karla        | 14.ª Eliminada 7.mo Miembro del jurado Día 24  |
| "Snap Some Necks and Cash Some Checks" | 14 de diciembre de 2022  | N/A                                                  | Cassidy [Owen]                                       | Jesse        | Eliminado 8.vo Miembro del jurado Día 25       |
| "Snap Some Necks and Cash Some Checks" | 14 de diciembre de 2022  | Voto del jurado                                      |                                                      |              |                                                |
| "Snap Some Necks and Cash Some Checks" | 14 de diciembre de 2022  | Owen                                                 | Finalista                                            |              |                                                |
| "Snap Some Necks and Cash Some Checks" | 14 de diciembre de 2022  | Cassidy                                              | Finalista                                            |              |                                                |
| "Snap Some Necks and Cash Some Checks" | 14 de diciembre de 2022  | Gabler                                               | Único Sobreviviente                                  |              |                                                |

## Votos del «Consejo Tribal»
|             |             | Tribus Originales | Tribus Originales | Tribus Originales | Tribus Originales | Tribus Originales | N/A     | Tribu Fusionada | Tribu Fusionada | Tribu Fusionada | Tribu Fusionada | Tribu Fusionada | Tribu Fusionada | Tribu Fusionada | Tribu Fusionada | Tribu Fusionada |
| ----------- | ----------- | ----------------- | ----------------- | ----------------- | ----------------- | ----------------- | ------- | --------------- | --------------- | --------------- | --------------- | --------------- | --------------- | --------------- | --------------- | --------------- |
| Episodio #: | Episodio #: | 1                 | 2                 | 3                 | 4                 | 5                 | 6       | 7               | 8               | 9               | 9               | 10              | 11              | 12              | 13              | 13              |
| Día #       | Día #       | 3                 | 5                 | 7                 | 9                 | 11                | 13      | 14              | 16              | 17              | 17              | 19              | 21              | 23              | 24              | 25              |
| Eliminados: | Eliminados: | Morriah           | Justine           | Nneka             | Lindsay           | Geo               | Elie    | Dwight          | Jeanine         | James           | Ryan            | Noelle          | Sami            | Cody            | Karla           | Jesse           |
| Votos:      | Votos:      | 5-1               | 3-1-1             | 4-1               | 4-1-1             | 3-2               | 7-2-1-1 | 7-3-2           | 9-2             | 4-1             | 4-1             | 5-2-1           | 6-0             | 4-0-0           | 4-0             | Desafío         |
|             | Gabler      | Morriah           |                   |                   |                   |                   | Elie    | Ryan            | Jeanine         |                 | Ryan            | Noelle          | Sami            | Cody            | Karla           | Ganó            |
|             | Cassidy     |                   |                   |                   | Lindsay           | Geo               | Elie    | Dwight          | Ryan            |                 | Ryan            | Noelle          | Sami            | Cody            | Karla           | Inmune          |
|             | Owen        | Morriah           |                   |                   |                   |                   | James   | Ryan            | Jeanine         | Nadie           |                 | Karla           | Sami            | Cody            | Karla           | A Salvo         |
|             | Jesse       |                   | Justine           | Nneka             |                   |                   | Nadie   | Dwight          | Jeanine         |                 | Ryan            | Noelle          | Sami            | Cody            | Karla           | Perdió          |
|             | Karla       |                   |                   |                   | Lindsay           | Geo               | Owen    | Dwight          | Jeanine         | James           |                 | Noelle          | Sami            | Owen            | Jesse           |                 |
|             | Cody        |                   | Justine           | Nneka             |                   |                   | Elie    | Dwight          | Jeanine         |                 | Ryan            | Noelle          | Sami            | Karla           |                 |                 |
|             | Sami        | Morriah           |                   |                   |                   |                   | Elie    | Dwight          | Jeanine         | James           |                 | Karla           | Nadie           |                 |                 |                 |
|             | Noelle      |                   | Nneka             | Nneka             |                   |                   | Cassidy | James           | Jeanine         | James (x2)      |                 | Sami            |                 |                 |                 |                 |
|             | Ryan        |                   |                   |                   | Lindsay           | Cassidy           | Elie    | Dwight          | Jeanine         |                 | Cassidy         |                 |                 |                 |                 |                 |
|             | James       |                   |                   |                   | Lindsay           | Geo               | Elie    | Dwight          | Jeanine         | Owen            |                 |                 |                 |                 |                 |                 |
|             | Jeanine     | Morriah           |                   |                   |                   |                   | Nadie   | Ryan            | Ryan            |                 |                 |                 |                 |                 |                 |                 |
|             | Dwight      |                   | Nadie             | Nneka             |                   |                   | Elie    | James           |                 |                 |                 |                 |                 |                 |                 |                 |
|             | Elie        | Morriah           |                   |                   |                   |                   | James   |                 |                 |                 |                 |                 |                 |                 |                 |                 |
| Geo         | Geo         |                   |                   |                   | Cassidy           | Cassidy           |         |                 |                 |                 |                 |                 |                 |                 |                 |                 |
| Lindsay     | Lindsay     |                   |                   |                   | Geo               |                   |         |                 |                 |                 |                 |                 |                 |                 |                 |                 |
| Nneka       | Nneka       |                   | Justine           | Noelle            |                   |                   |         |                 |                 |                 |                 |                 |                 |                 |                 |                 |
| Justine     | Justine     |                   | Cody              |                   |                   |                   |         |                 |                 |                 |                 |                 |                 |                 |                 |                 |
| Morriah     | Morriah     | Owen              |                   |                   |                   |                   |         |                 |                 |                 |                 |                 |                 |                 |                 |                 |

| Votación del jurado | Votación del jurado | Votación del jurado | Votación del jurado |
| ------------------- | ------------------- | ------------------- | ------------------- |
| Finalistas:         | Cassidy 1/8 votos   | Owen 0/8 votos      | Gabler 6/8 votos    |
| Jurado              | Votos               | Votos               | Votos               |
| Jesse               |                     |                     | Gabler              |
| Karla               |                     |                     | Gabler              |
| Cody                |                     |                     | Gabler              |
| Sami                |                     |                     | Gabler              |
| Noelle              |                     |                     | Gabler              |
| Ryan                |                     |                     | Gabler              |
| James               | Cassidy             |                     |                     |
| Jeanine             |                     |                     | Gabler              |

Notas
1. ↑  Noelle no participó en el desafío después de elegir alguna que otra piedra, pero adivinó correctamente el equipo ganador y, como resultado, también ganó inmunidad y recompensa.
2. ↑  Además de la inmunidad, Cody ganó una recompensa para todo su equipo por durar más tiempo en el desafío.
3. ↑  Debido a que el desafío era excesivamente largo, Jeff lo terminó, y tanto Karla como Owen ganaron la inmunidad.
4. ↑  A Cody también se le concedió inmunidad después de encontrar una ventaja de "Choose Your Champion" y adivinar correctamente que Owen era el ganador del desafío.
5. ↑  Además de la inmunidad, Owen ganó una recompensa para él y otro de su elección y eligió a Cassidy.
6. 1 2 3 4 5 6  Por ganar el desafío de inmunidad final, Cassidy tuvo que asignar inmunidad adicional a otro jugador, y los dos restantes compitieron en un desafío de hacer fuego para determinar el tercer finalista; le dio inmunidad adicional a Owen.
7. ↑  El día 17, se llevó a cabo un Consejo Tribal dividido. Los participantes fueron divididos en dos grupos de cinco; cada grupo acudió al Consejo Tribal por separado para eliminar a un náufrago de cada uno.
8. ↑  Jesse usó su ídolo de inmunidad oculto en Owen y Karla usó su ídolo de inmunidad oculto en ella, por lo tanto, un voto en contra de Owen y un voto en contra de Karla no fueron contados.
9. ↑  Jesse usó su ídolo de inmunidad oculto en él, por lo tanto, un voto en contra de Jesse no fue contado.
10. 1 2  Noelle usó su ventaja de robar un voto de un participante y suplirlo por un voto adicional de ella, así fue que decidió robar el voto de Owen, impidiéndole votar y haciendo que Noelle votara dos veces por James.
11. 1 2 3  Este jugador perdió su votación intentando obtener una ventaja.
12. ↑  Este/a jugador/a jugó el Shot in the Dark, y como resultado, tuvo que sacrificar el voto de esa noche.

## Recepción crítica y controversia
Survivor 43 tuvo una recepción mixta, y muchos elogiaron al elenco, así como la eliminación de los giros panorámicos presentes en las dos temporadas anteriores, como el giro de "Reloj de arena"; sin embargo, la victoria del ganador Mike Gabler por 7-1-0, así como su intención de donar las ganancias a organizaciones de apoyo a los veteranos, fue vista como impactante por muchos. Dalton Ross, de Entertainment Weekly, clasificó esta temporada en el puesto 25 de 44, elogiando al elenco y citando la victoria de Gabler como "ciertamente interesante", pero criticó la temporada por su falta de momentos "impactantes". Jillian Unrau de Game Rant le dio al final una calificación de 3.5/5 estrellas, afirmando que la victoria de Gabler "se sintió como un lado ciego para la audiencia cuando ganó. Los giros inesperados son divertidos, pero no cuando se producen a expensas de concluir una narración de una manera satisfactoria". Andy Dehnart de reality blurred declaró que, si bien estaba contento de ser sorprendido por la victoria de Gabler, también sintió que Gabler había "fallado" por la edición de la temporada.